# Txagra del Cap
El txagra del Cap (Tchagra tchagra) és un ocell de la família dels malaconòtids (Malaconotidae).

## Hàbitat i distribució
Habita vegetació costanera i matollars xèrics a Sud-àfrica.